# Martina List

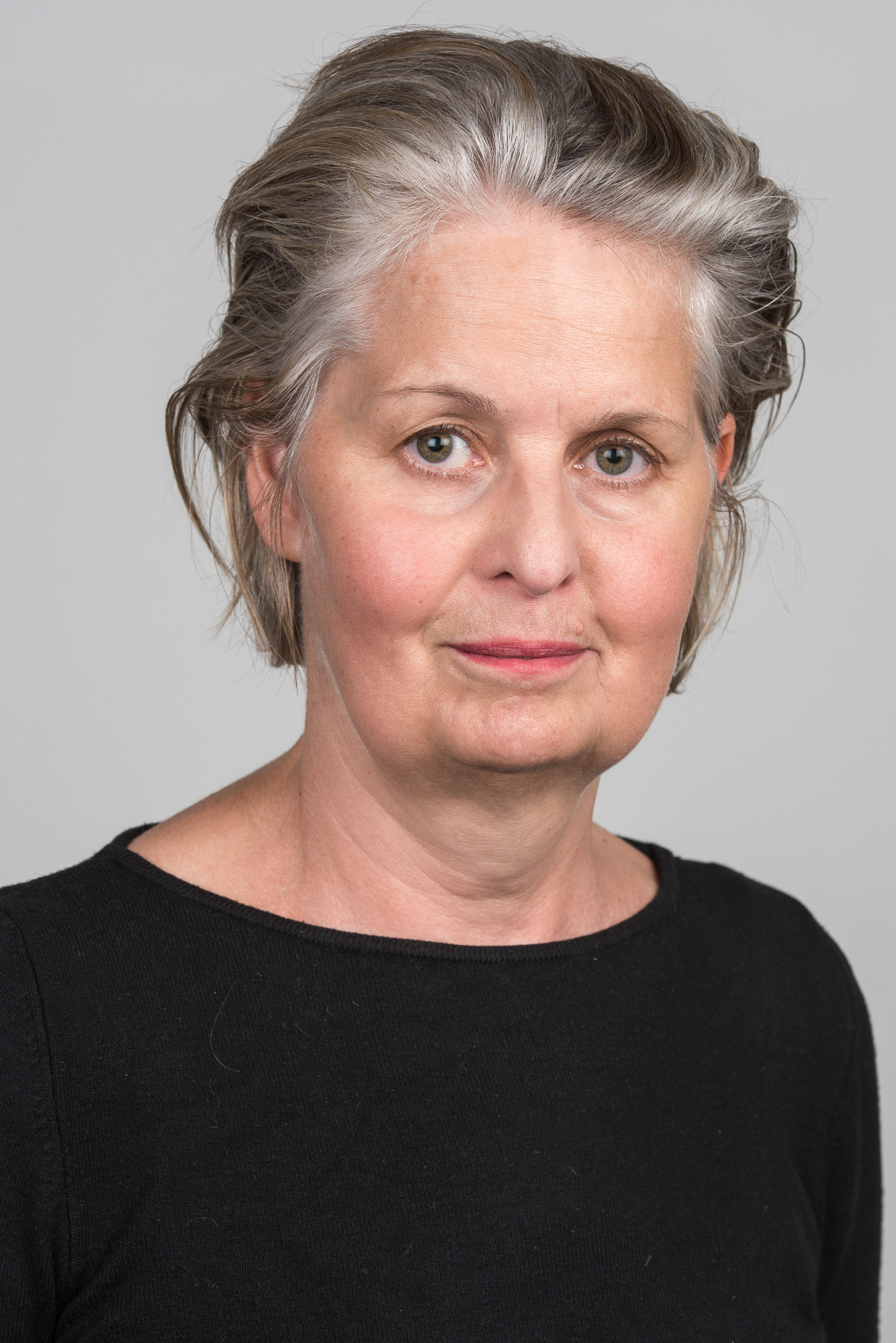
Martina List (2016)

Martina List (* 17. Oktober 1958 in Wien) ist eine österreichische Kostümbildnerin.

## Leben
Martina List besuchte das Akademische Gymnasium und machte 1983/1984 die Meisterprüfung als Damen- und Herrenkleidermacherin. Der Regisseur Niki List, ihr Bruder, hatte sie bereits Anfang der 1980er Jahre als Kostümbildnerin für seinen Debütfilm Malaria engagiert. Seit 1985 ist Martina List als selbstständige Kostümbildnerin mit Atelier und Kostümfundus tätig. Sie nahm zunehmend Aufträge für Filme anderer Regisseure an und wurde zur vielbeschäftigten Kostümbildnerin bei zahlreichen Film- und Fernsehproduktionen.
Martina List ist Mitglied der Akademie des Österreichischen Films.

## Filmografie
- 1982: Malaria
- 1986: Die Dreckschleuder
- 1986: Müllers Büro
- 1988: Sternberg – Shooting Star
- 1990: Ach, Boris…
- 1990: Werner – Beinhart!
- 1990–1991: Wenn das die Nachbarn wüßten (neun Folgen)
- 1991: I love Vienna
- 1992: Schade um Papa
- 1992: Sicher ist sicher
- 1992: Der Tag, an dem sie Jack Unterweger fingen
- 1992: Und morgen der Opernball
- 1993: Dieses naive Verlangen
- 1995: Die Ameisenstraße
- 1995: Auf Teufel komm raus
- 1995: Der Schatten des Schreibers
- 1995: Schnellschuß
- 1996: Bankkundschaft
- 1996: Kino im Kopf
- 1996: Die Liebe des Ganoven
- 1996: Der See
- 1997: Bernhardiner und Katz
- 1997: Blutrausch
- 1997: Kreuzfeuer
- 1997: Tatort: Morde ohne Leichen
- 1998: Beastie Girl
- 1998: Lieselotte
- 1998: Helden in Tirol
- 1999: Fink fährt ab
- 2000: Heimkehr der Jäger
- 2000: Kaliber Deluxe
- 2000: Komm, süßer Tod
- 2000: Mein Boss bin ich
- 2000: Der Überfall
- 2001: Hainburg – Liebe und Widerstand
- 2001: Jetzt bringen wir unsere Männer um
- 2001: Wir bleiben zusammen
- 2002: Brüder
- 2002: Ich gehöre dir
- 2002: Move!
- 2002: Regentage
- 2002: Taxi für eine Leiche
- 2003: Brüder II
- 2004: Nacktschnecken
- 2004: Silentium
- 2004: Der Weihnachtshund
- 2005: Nick Knatterton – Der Film
- 2005: Die Viertelliterklasse
- 2005–2013: Vier Frauen und ein Todesfall (32 Folgen)
- 2005: Zwei Weihnachtshunde
- 2006: Brüder III – Auf dem Jakobsweg
- 2006: Lapislazuli – im Auge des Bären
- 2006: Slumming
- 2006: Tatort: Tödliches Vertrauen
- 2007: Tatort: Tödliche Habgier
- 2009: Contact High
- 2009: Der Knochenmann
- 2009: Schnell ermittelt (zwei Folgen)
- 2009: Das Vaterspiel
- 2010: Meine Tochter nicht
- 2010: Seine Mutter und ich
- 2010: Die Spätzünder
- 2010: Die Steintaler
- 2011: Die Abstauber
- 2011: Bauernopfer
- 2011: Mein bester Feind
- 2011: Kebab mit Alles
- 2011: Tatort: Ausgelöscht
- 2011: Tatort: Vergeltung
- 2011: Der Wettbewerb
- 2012: So wie du bist
- 2013: Alles Schwindel
- 2013: Die Spätzünder 2 – Der Himmel soll warten
- 2014: Die Freischwimmerin
- 2014: Landkrimi – Steirerblut
- 2014: Landkrimi – Die Frau mit einem Schuh
- 2014: Die Toten vom Bodensee
- 2015: Das ewige Leben
- 2015: Kleine große Stimme
- 2016: Hotel Rock’n’Roll
- 2017: Kebab extra scharf!
- 2018: Womit haben wir das verdient?
- 2018: Landkrimi – Achterbahn
- 2019: Landkrimi – Steirerkreuz
- 2020: Landkrimi – Steirerwut
- 2021: Stadtkomödie – Man kann nicht alles haben
- 2022: Der Onkel – The Hawk
- 2023: Landkrimi – Immerstill
- 2023: Griechenland
- 2023: Wie kommen wir da wieder raus?
- 2024: Andrea lässt sich scheiden

## Auszeichnungen

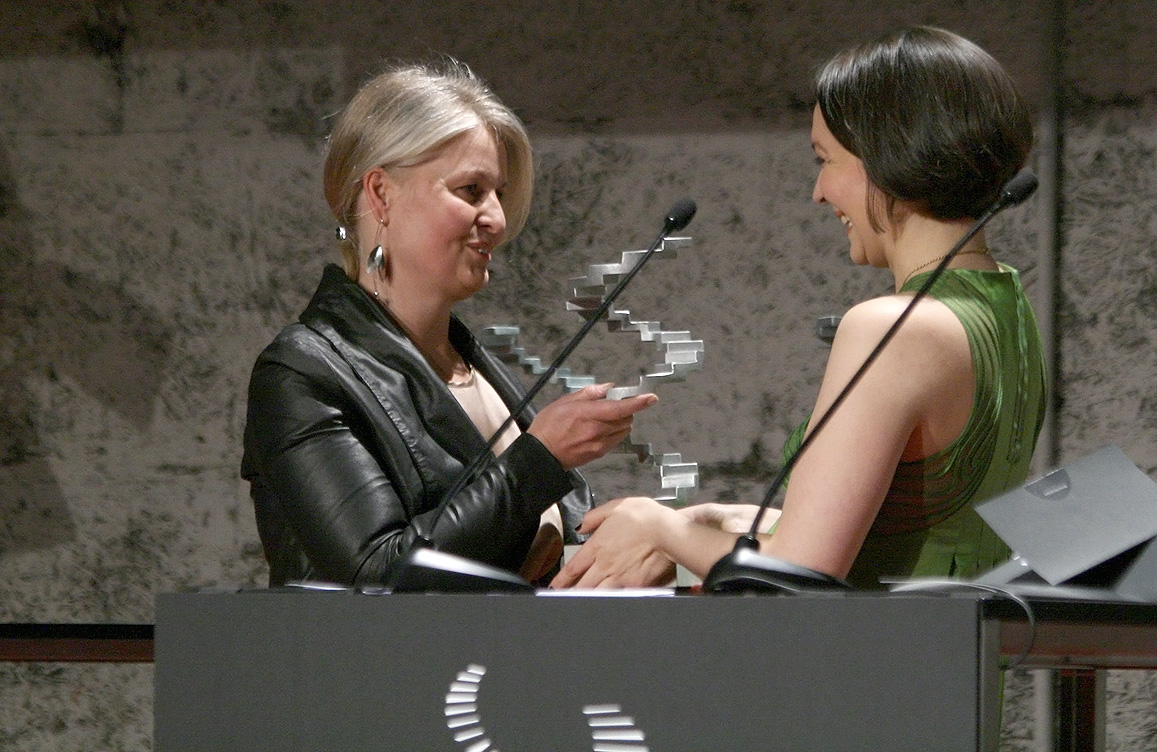
Martina List (links) neben Barbara Romaner mit dem Österreichischen Filmpreis 2012

- Bestes Kostümbild, Österreichischer Filmpreis 2012 (für Mein bester Feind)[4]
- Diagonale-Preis Filmdesign – Bestes Kostümbild, Diagonale 2015 (für Das ewige Leben)[1]